# خلية جذعية عصبية
الخلية الجذعية العصبية (بالإنجليزية: Neural stem cell)‏ هي خلايا ذاتية التجدد متعددة القدرات تعطي أولًا الخلايا الدبقية السلفية الشعاعية التي تعطي بدورها العصبونات والخلايا الدبقية للجهاز العصبي لكل الحيوانات أثناء التطور الجنيني. تتواجد بعض الخلايا الجذعية السلفية العصبية في مناطق محدودة للغاية في دماغ الفقاريات البالغة وتستمر بإنتاج العصبونات طوال الحياة. إن الاختلافات في حجم الجهاز العصبي المركزي من بين أهم الفوارق بين الأنواع، وبالتالي فإن طفرات الجينات التي تنظم حجم حيّز الخلايا الجذعية العصبية هي من بين أهم عوامل تطور الفقاريات.
تتميز الخلايا الجذعية بقدرتها على التمايز إلى أنواع متعددة من الخلايا. تخضع لانقسام الخلايا المتماثل أو الانقسام غير المتماثل إلى خليتين ابنتين. في انقسام الخلايا المتماثل، تكون الخليتان الابنتان خليتين جذعيتين أيضًا. وفي الانقسام غير المتماثل، تعطي الخلية الجذعية خلية جذعية واحدة وخلية متخصصة واحدة. تتمايز الخلايا الجذعية العصبية في المقام الأول إلى عصبونات، وخلايا نجمية، وخلايا دبقية قليلة التغصن.

## الموقع في الدماغ
في دماغ الثدييات البالغة، تبين وجود الخلايا الجذعية العصبية في المنطقة تحت الحبيبية في الحصين، والمنطقة تحت البطين حول البطين الوحشي، وتحت المهاد (على وجه التحديد في المنطقة الظهرية α1 وα2  و«المنطقة التكاثرية تحت المهادية» الواقعة في البرزة المتوسطة المجاورة).

## التطور

### الأصلالحيوي
ثمة نوعان أساسيان من الخلايا الجذعية: الخلايا الجذعية البالغة المحدودة بقدرتها على التمايز، والخلايا الجذعية الجنينية متعددة القدرات والتي تمتلك القدرة على التمايز إلى أي نوع من الخلايا.
الخلايا الجذعية العصبية أكثر تخصصًا من الخلايا الجذعية الجنينية لأنها تعطي فقط الخلايا الدبقية الشعاعية التي تنشأ عنها العصبونات والخلايا الدبقية للجهاز العصبي المركزي. أثناء التطور الجنيني للفقاريات، تتحول الخلايا الجذعية العصبية إلى خلايا دبقية شعاعية (آر جي سي) المعروفة أيضًا باسم خلايا السلفية الدبقية الشعاعية (آر جي بّي) وتبقى ضمن منطقة انتقالية تسمى المنطقة البطينية (في زد). تُولد العصبونات بأعداد كبيرة من قبل الخلايا السلفية الدبقية الشعاعية (آر جي بّي) خلال فترة محددة من التطور الجنيني عبر عملية تكوّن الخلايا العصبية، وتستمر بالتولد لدى البالغين في مناطق محدودة من دماغ البالغ. تتمايز الخلايا الجذعية العصبية البالغة إلى عصبونات جديدة داخل المنطقة تحت الحبيبية لدى البالغين (إس في زد)، وهي بقايا من الظهارة العصبية الإنتاشية الجنينية، وكذللك تتمايز في التلفيف المسنن في الحصين.

### الأصلالمختبري
عُزلت الخلايا الجذعية العصبية البالغة لأول مرة من الجسم المخطط لدماغ فأر في أوائل التسعينيات. وهي قادرة على تشكيل كتلة عصبية أو نيوروسفير متعددة القدرات عند استنباتها في أنابيب المختبر. يمكن أن تنتج النيوروسفير خلايا متخصصة تكاثرية ذاتية التجدد. في الدراسات السابقة، نُقلت النيوروسفير المستنبتة إلى أدمغة فئران حديثة الولادة تعاني من نقص مناعة وأظهرت قبولًا وتكاثرًا وتمايزًا عصبيًا.

### اتصالات وهجرة الخلايا
تتحفز الخلايا الجذعية العصبية لبدء التمايز عن طريق إشارات خارجية من البيئة الميكروية، أو من عش الخلايا الجذعية. تهاجر بعض الخلايا العصبية عند تحفيزها من المنطقة تحت الحبيبية على طول مسار هجرة المنقاري الحاوي على بنية شبيهة بالنقي مع خلايا بطانية عصبية وخلايا نجمية. تشكل الخلايا البطانية والخلايا النجمية أنابيب دبقية تستخدمها الأرومات العصبية المهاجرة. توفر الخلايا النجمية في الأنابيب الدعم للخلايا المهاجرة وتؤمن عزلها عن الإشارات الكهربائية والكيميائية المنبعثة من الخلايا المحيطة. الخلايا النجمية هي السلائف الأساسية لعملية التضخيم السريع للخلايا. تشكل الأرومات العصبية سلاسل مضغوطة وتهاجر نحو موقع التلف المحدد لإصلاح أو استبدال الخلايا العصبية. أحد الأمثلة على ذلك هو الأرومة العصبية المهاجرة نحو البصلة الشمية للتمايز إلى عصبونات حول دبقية أو حبيبية ذات نمط هجرة شعاعية بدلًا من نمط الهجرة المماسية.

### الشيخوخة
يتراجع تكاثر الخلايا الجذعية العصبية نتيجة الشيخوخة. اتُبعت طرق عدة لوقف هذا التراجع المرتبط بالعمر. نظرًا لأن بروتينات فوكس تنظم استتباب الخلايا الجذعية العصبية، استُخدمت بروتينات فوكس لحماية الخلايا الجذعية العصبية عن طريق تثبيط إشارات بروتين دبيلو.أن.تي.

## دور الخلايا الجذعية
إن عامل نمو البشرة وعامل نمو الأرومة الليفية هما من عوامل الميتوجين التي تعزز نمو السلائف العصبية ونمو الخلايا الجذعية في أنابيب المختبر، على الرغم من أن العوامل الأخرى المصنعة من قِبل السليفة العصبية وتجمعات الخلايا الجذعية ضرورية أيضًا لتحقيق النمو الأمثل. من المفترض أن تنشؤ الخلايا العصبية في دماغ البالغ يبدأ من الخلايا الجذعية العصبية. مايزال منشأ وهوية الخلايا الجذعية العصبية في دماغ البالغين بحاجة إلى تحديد.

### أثناء التمايز
النموذج الأكثر قبولًا للخلية الجذعية العصبية لدى البالغين هو خلية شعاعية إيجابية الحمض البروتيني الدبقي الليفي. الخلايا الجذعية الهاجعة هي خلايا نوع B قادرة على البقاء في حالة هجوع نتيجة النسيج المتجدد الذي توفره الأعشاش الخاصة المكونة من الأوعية الدموية، والخلايا النجمية، والخلايا الدبقية الصغيرة، والخلايا البطانية، والمطرق خارج الخلوي الموجود داخل الدماغ. توفر هذه الأعشاش التغذية والدعم الهيكلي والحماية للخلايا الجذعية حتى يتم تفعيلها بواسطة المحفزات الخارجية. بمجرد تفعيلها، تتطور خلايا نوع B إلى خلايا نوع C، وهي خلايا وسيطة تكاثرية نشطة تنقسم بعد ذلك إلى أرومات عصبية تتكون من خلايا نوع A. تشكل الأرومات العصبية غير المتمايزة سلاسل تهاجر وتتطور إلى عصبونات ناضجة. في البصلة الشمية، تنضج إلى عصبونات حبيبية حساسة للغابا، بينما تنضج في الحُصين لتصبح خلايا حبيبية مسننة.

#### تعديل فوق جيني
تعد التعديلات فوق الجينية منظِمات مهمة للتعبير الجيني في تمايز الخلايا الجذعية العصبية. تشمل التعديلات فوق الجينية الرئيسية مثيلة السيتوزين في الدنا لتشكيل 5-ميثيل سيتوزين ونزع ميثيل 5-ميثيل سيتوزين. هذه الأنواع من التعديلات ضرورية لتحديد مصير الخلية في دماغ الثدييات النامية والبالغة.
تُحفَز عملية مثيلة سيتوزين الدنا بواسطة دنا ميتيل-ترانسفيراز (DNMTs). يُحفز نزع الميثيل-سيتوزين ضمن عدة خطوات متميزة بواسطة إنزيمات تي إي تي التي تنفذ تفاعلات مؤكسدة (مثال: تحويل 5-ميثيل سيتوزين إلى 5-هيدروكسي ميثيل سيتوزين) وأنزيمات مسار ترميم استئصال قاعدة الدنا (مسار بير).

### أثناء المرض
تلعب الخلايا الجذعية العصبية دورًا مهمًا أثناء التطور منتجةً تنوعًا هائلًا من العصبونات والخلايا النجمية والخلايا قليلة التغصن في الجهاز العصبي المركزي الناشئ. تلعب أيضًا دورًا مهمًا في الحيوانات البالغة كالتعلم ولدونة الحصين في الفئران البالغة بالإضافة إلى تزويد البصلة الشمية بالعصبونات لدى الفئران.
يتضح الآن دور الخلايا الجذعية العصبية أثناء الأمراض من قبل العديد من المجموعات البحثية حول العالم. إن الاستجابات أثناء السكتة الدماغية والتصلب المتعدد وداء باركنسون في النماذج الحيوانية والبشرية هي جزء من التحقيق الحالي. قد يكون لنتائج هذا التحقيق المستمر تطبيقات مستقبلية في علاج الأمراض العصبية التي تصيب الإنسان.
ثبت أن الخلايا الجذعية العصبية تشارك في الهجرة واستبدال الخلايا العصبية المحتضرة في التجارب الكلاسيكية التي أجراها سانجاي ماغافي وجيفري ماكليس. عبر إحداث ضرر ليزري للطبقات القشرية، أظهر ماغافي أن الأسلاف العصبية للمنطقة تحت الحبيبية التي تعبر عن بروتين دبلكورتين، وهو جزيء مهم لهجرة الخلايا العصبية، قد هاجرت لمسافات طويلة حتى منطقة الضرر وتمايزت لعصبونات ناضجة تحوي بروتين نيون الواسم. بالإضافة إلى ذلك، أظهرت مجموعة ماساتو ناكافوكو اليابانية لأول مرة دور الخلايا الجذعية الحصينية أثناء السكتة الدماغية في الفئران. أظهرت هذه النتائج أن الخلايا الجذعية العصبية يمكن أن تتفاعل في دماغ البالغين نتيجة الإصابة. علاوة على ذلك، في عام 2004، أظهرت مجموعة إيفان واي. سنايدر أن الخلايا الجذعية العصبية تهاجر إلى أورام الدماغ بطريقة موجهة. أظهر جايمي إيميتولا، (دكتور في الطب) وزملاؤه من جامعة هارفارد، لأول مرة، آلية جزيئية لاستجابات الخلايا الجذعية العصبية للأذية. أظهروا أن الكيموكينات المحررة أثناء الأذية كالعامل المشتق من الخلايا السدوية (SDF-1a) كانت مسؤولة عن الهجرة الموجهة للخلايا الجذعية العصبية إلى مناطق الأذية لدى الإنسان والفأر. منذ ذلك الحين عُثر على جزيئات أخرى مشاركة في استجابات الخلايا الجذعية العصبية للأذية. استُنسخت كل هذه النتائج ووُسعت من قبل محققين آخرين انضموا إلى العمل الكلاسيكي لريتشارد ل. سيدمان في التصوير الشعاعي الذاتي لتصور التنشؤ العصبي أثناء النمو، وفي البالغين من قبل جوزيف ألتمان في الستينيات كدليل على استجابات أنشطة الخلايا الجذعية العصبية البالغة والتنشؤ العصبي أثناء حالة الاستتباب والإصابة.
إن البحث عن آليات إضافية تعمل في بيئة الإصابة وكيفية تأثيرها على استجابات الخلايا الجذعية العصبية أثناء الأمراض الحادة والمزمنة هي مسألة بحث مكثف.